# Эддерли, Херб
Херберт Аллен Эддерли (8 июня 1939, Филадельфия — 30 октября 2020) — игрок в американский футбол, на позиции корнербека. Играл за команды Национальной Футбольной Лиги (НФЛ) Грин-Бей Пэкерс и Даллас Ковбойз. Участник Зала Славы Профессионального Футбола.
В студенческом футболе Эддерли играл за Университет штата Мичиган и был одним из лучших игроков на позиции хафбек в конференции Big Ten. Он единственный игрок, принимавший участие в 4 из первых 6 Супербоулов.

## Молодые годы
Родился и вырос в Филадельфии, Пенсильвания. Родители Чарльз и Рене (Уайт) Эддерли. Он закончил Норз-ист хай-ску в 1957 году, где участвовал в соревнованиях по футболу, баскетболу и бейсболу и выигрывал общегородские турниры во всех трёх видах.

## Студенческая карьера
Эддерли учился в Университете штата Мичиган в Ист-Лансинге и играл в футбол под руководством тренера Даффи Дауерти, в основном как хафбек. Как юниор, он лидировал в команде «Спартанс» по набранным ярдам на выносе в 1959 годы, а также по принятым пассам в 1959 и 1960. Эддерли был капитаном команды в последний год учёбы, участвуя в играх конференции Big Ten. Он принимал участие в игре звёзд студенческого футбола «Святыня Запада-Востока». Он был выбран в команду лучших игроков Мичиганского университета в 1970 году.
· 1958: 9 игр — 37 выносов на 143 ярда и 2 тачдауна. 6 приёмов на 100 ярдов.
· 1959: 9 игр — 93 выноса на 413 ярдов и 2 тачдауна. 13 приёмов на 265 ярдов и 2 тачдауна.
· 1960: 9 игр — 68 выносов на 251 ярд. 9 приёмов на 154 ярда и 2 тачдауна.

## Профессиональная карьера
Эддерли был выбран «Грин-Бей Пэкерс» в первом раунде драфта НФЛ 1961 года, под общим 12-м номером. Он начал свою профессиональную карьеру, как хафбэк в нападении, но позже был переведён в защиту, так как «Пэкерс» уже имели звёздных бегущих Пола Хорнинга и Джима Тэйлора. Впервые Эддерли был переведён на позицию корнербека в игре на день благодарения против «Детройта», когда он заменил травмированного Хэнка Греммингера. В этом матче Эддерли сделал перехват, после которого «Пэкерс» занесли победный тачдаун.
В 1962 году он окончательно перешёл на позицию корнербека и 5 раз избирался в общую команду лучших игроков НФЛ в течение 1960-х годов. Тренер «Пэкерс», Винс Ломбарди отмечал: «Я сопротивлялся желанию перевести его в защиту до тех пор, пока не вынужден был это сделать. Теперь, когда я думаю, что для нашей защиты представляет собой Эддерли, я боюсь даже подумать о том, как я почти упустил его»
За 9 сезонов в «Пэкерс» Эддерли сделал 39 перехватов. Из них 7 перехватов были возвращены в тачдаун, 3 из них в одном сезоне, 1965 года, что является рекордом для «Пэкерс».
Эддерли играл за «Пэкерс» с 1961 по 1969 год, после чего продолжил выступления за «Даллас Ковбойз» в сезонах 1970—1972. С «Пэкерс» Эддерли выиграл 5 чемпионатов НФЛ и два первых Супербоула. Эддерли был главной причиной победы в Супербоул II, против «Окленд Рэйдерс». В четвёртой четверти его перехват паса от квотербека Дарлей Ламоники и последующий возврат на 60 ярдов в тачдаун подвёл итог игре. Это был первый тачдаун в Супербоуле занесённый после перехвата. После того, как Эддерли был переведён в «Даллас», он стал важной составляющей защиты «Даллас Ковбойз», и помог команде добраться до Супербоула V и VI.
В середине сезона 1972 года Эддерли был переведён в запас, а позже в 1973 обменян в «Лос-Анджелес Рэмс». Он решил не принимать предложение и объявил о завершении карьеры 7 августа 1973 года.
Вместе с одноклубниками, офенсив лайнмэном Фуззи Тарстон («Индианаполис Колтс») и Форрест Грегг («Ковбойз»), Эддерли один из трёх игроков в профессиональном футболе, которые играли в шести чемпионатах. Однако Эддерли говорит, что он единственный из игроков «Даллас Ковбойз», кто не носит кольцо Супербоула выигранного с командой. По его словам, он навсегда с «Грин-Бей Пэкерс».
Эддерли восхищался тренером «Грин-Бей Пэкерс», Винсом Ломбарди, но не Томом Лэндри из «Ковбойз». Его обмен в «Даллас» в 1970 году связан с напряжёнными отношениями с преемником Ломбарди на посту главного тренера, Филом Бенгсоном. Эддерли утверждал, что Бенгсон не позволил ему выступать в Про Боул 1969, а позже потребовал обмена в «Даллас». Через год после включения в Зал Славы в Кантоне, Эддерли так же был принят в Зал Славы «Пэкерс», в 1981 году.
За свои 12 сезонов Эддерли сделал 48 перехватов, с возвратом на 1046 ярдов. 7 тачдаунов и 21,8 ярда за возврат. Также на его счету 14 подобранных фамболов, с возвратом на 65 ярдов, 120 возвратов кикоф на 3080 ярдов.

## После НФЛ
После того, как Эддерли ушёл из футбола, он вернулся в Филадельфию, комментатором футбольных игр в университете Тэмпл и «Филадельфии Иглз». Так же он был помощником тренера в Темпл и Филадельфия Белл в Мировой Футбольной Лиге, под руководством тренера Уилли Вуда, своего одноклубника по «Пэкерс».
Эддерли был включён в Зал Славы Профессионального футбола в 1980 году. Так же он был избран в команду звёзд АФЛ-НФЛ 1960—1984 годов.